# Hitman Go
Hitman Go es un videojuego de puzle por turnos desarrollado por Square Enix Montreal y publicado por Square Enix. El juego se lanzó para iOS en abril de 2014 y Android en junio de 2014. Las versiones de Microsoft Windows y Windows Phone se lanzaron al año siguiente en abril de 2015.

## Jugabilidad
Hitman Go es un videojuego de puzle basado en turnos que forma parte de la serie de videojuegos Hitman. Los niveles se establecen en un tablero compuesto por nodos y líneas. Los nodos son posiciones que el jugador o los enemigos pueden ocupar y las líneas se utilizan para moverse entre nodos durante un turno. Los jugadores toman el control del protagonista de la serie, Agente 47. Cada nivel tiene un objetivo principal para completar, algunos niveles requieren que el jugador guíe al Agente 47 hasta el nodo final y otros requerirán que el jugador asesine a un objetivo específico. El juego incluye compras dentro de la aplicación que brindan pistas a los rompecabezas o capítulos de niveles de desbloqueo de inmediato.

## Desarrollo
Hitman Go fue desarrollado por el estudio canadiense de videojuegos Square Enix Montreal. Es el primer juego del estudio, que fue fundado a finales de 2011 por empleados de los estudios existentes de Square Enix Europe. Una vez establecido, el estudio anunció que su primer proyecto sería un nuevo videojuego en la franquicia Hitman. La aspiración original del estudio era crear juegos de consola triple-A dentro de la serie y expandirse a un equipo de 150 personas.

## Recepción
Hitman Go recibió críticas "generalmente favorables" de críticos profesionales, según el agregador de revisiones de videojuegos Metacritic. En 2015 el juego fue nominado en dos categorías—Juego Debut, Móviles y Consolas portátiles—en la 11.ª edición de los Premios BAFTA de Videojuegos.